# Warrensville Heights
Warrensville Heights és una població dels Estats Units a l'estat d'Ohio. Segons el cens del 2000 tenia 15.109 habitants.

## Demografia
Segons el cens del 2000, Warrensville Heights tenia 15.109 habitants, 6.325 habitatges, i 4.048 famílies. La densitat de població era de 1.412,5 habitants/km².
Dels 6.325 habitatges en un 28,6% hi vivien nens de menys de 18 anys, en un 32,2% hi vivien parelles casades, en un 27,7% dones solteres, i en un 36% no eren unitats familiars. En el 32,4% dels habitatges hi vivien persones soles el 9,2% de les quals corresponia a persones de 65 anys o més que vivien soles. El nombre mitjà de persones vivint en cada habitatge era de 2,34 i el nombre mitjà de persones que vivien en cada família era de 2,95.
Per edats la població es repartia de la següent manera: un 25,6% tenia menys de 18 anys, un 7,9% entre 18 i 24, un 26,6% entre 25 i 44, un 25,5% de 45 a 60 i un 14,4% 65 anys o més.
L'edat mediana era de 38 anys. Per cada 100 dones de 18 o més anys hi havia 66,8 homes.
La renda mediana per habitatge era de 37.204 $ i la renda mediana per família de 41.962 $. Els homes tenien una renda mediana de 35.947 $ mentre que les dones 28.422 $. La renda per capita de la població era de 18.611 $. Aproximadament el 10,4% de les famílies i l'11,4% de la població estaven per davall del llindar de pobresa.

## Poblacions més properes
El següent diagrama mostra les poblacions més properes.